# بیل میسی
بیل مِیسی (به انگلیسی: Bill Macy) با نام اصلی وُلف مارتین گاربِر (زادهٔ ۱۸ مهٔ ۱۹۲۲ - درگذشته ۱۷ اکتبر ۲۰۱۹) هنرپیشه اهل ایالات متحده آمریکا بود.
از فیلم‌ها یا برنامه‌های تلویزیونی که وی در آن نقش داشته است می‌توان به سال محبوب من، و تحلیل این اشاره کرد.

## گزیده فیلم‌شناسی
از فیلم‌ها یا برنامه‌های تلویزیونی که وی در آن نقش داشته‌است می‌توان به آثار زیر اشاره کرد:
- تهیه‌کنندگان (۱۹۶۸)
- احمق (۱۹۷۹)
- سال محبوب من (۱۹۸۲)
- تکان دهنده‌ها و لرزاننده‌ها (۱۹۸۵)
- رقابت خواهر و برادر (۱۹۹۰)
- دکتر (۱۹۹۱)
- خود من و من (فیلم) (۱۹۹۲)
- تحلیلش کنید (۱۹۹۹)
- نجات کریسمس (۲۰۰۴)
- تعطیلات (۲۰۰۶)
- آقای وودکاک (۲۰۰۷)